# 亞尼克·列赫兹
亞尼克·列赫兹（德語：Yannick Lebherz；1989年1月13日—）是一位德國游泳運動員。他在2010年歐洲短池游泳錦標賽上獲得了金牌和銀牌。他也代表德國參加了2012年奧運會。